# Préfecture de Dankpen

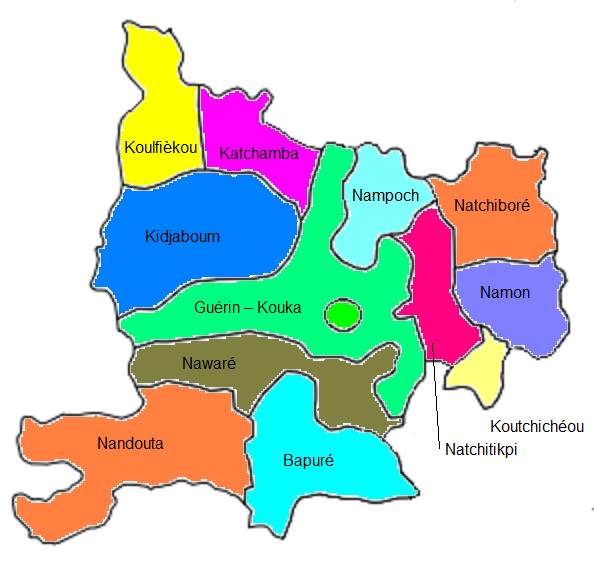
Cantons de la préfecture de Dankpen, Togo

Dankpen est une préfecture située dans la région de la Kara au Togo. La préfecture couvre 2 690 km2, avec une population en 2022 de 185 662. Le siège de la préfecture est situé à Guérin-Kouka qui est une petite ville de la préfecture. Elle est divisée en 12 cantons : Guérin-Kouka, Bapuré, Nandouta, Kidjaboum, Namon, Nawaré, Katchamba, Nampoch, Natchiboré, Natchitikpi, Koulfièkou et Koutchichéou,.
Le climat est tropical semi-humide avec une saison humide de juin à octobre et une saison sèche de novembre à mai, notamment caractérisée par le vent sec du désert, l'Harmattan. Les précipitations sont variables, avec des mesures à Guérin-Kouka de 1273 mm et 1494 mm enregistrés respectivement en 1950 et 1963. Un soulagement notable a été apporté après la sécheresse de 2013. Les principaux cours d'eau sont la rivière Oti, qui forme une frontière occidentale avec le Ghana, et la rivière Kara. Son affluent forme la frontière nord de la préfecture avec celle de la région des Savanes, au Togo.

## Économie
L'agriculture, l'élevage et le commerce sont les principales activités économiques. Le principal lieu d'échange est le marché du dimanche de Guérin-Kouka, avec des vendeurs de la région de Kara, de la région Centrale et du Ghana. D'autres marchés, sans jour de marché fixe, comprennent Namon, Possao, Koulfièkou, Katchamba, Kidjaboun, Nandouta et Saboba au Ghana.

## Société
Les principales ethnies sont les Konkomba, les Bassar, les Mossi, les Lamba, les Tchokossi et les Haoussa. La région est un centre particulier pour le peuple Konkomba, avec sa propre langue, qui a une forte identité distincte. Le peuple Konkomba est historiquement réparti dans certaines parties du Ghana et du Togo. Dankpen faisait partie de la région de Konkombia dans le protectorat allemand du Togoland à partir de 1884, puis du Togoland français après la partition en 1916. À la suite du conflit ethnique dans le nord du Ghana, une grande partie des réfugiés Konkomba ont donc préféré rester au Togo. Des efforts ont été faits pour promouvoir la culture Konkomba et maintenir les festivals traditionnels. En 2014, le député de la préfecture de Dankpen à l'Assemblée nationale, Sambiri Targone, a vu son immunité parlementaire révoquée et a été arrêté à la suite d'une série d'allégations du préfet de Dankpen, l'ex-colonel Dadja Maganawè, impliquant en partie des conflits en cours avec le peuple pastoral nomade Peul,. Dans la région, l’arrestation a été perçue comme controversée et politiquement motivée, accompagnée de contre-accusations de violations des droits de l’homme par le préfet,,.
Dankpen se trouve dans la ceinture de la méningite et a fait l'objet de programmes de vaccination. Les défis qui entravent la vaccination comprennent le faible niveau d’éducation et la faible accessibilité. En 2016, Une épidémie méningite (en) au Ghana et au Togo a particulièrement touché Dankpen avec 219 cas et 70 décès (au 4 mars 2016  ).